# Casualty
Casualty es un drama médico británico que se emitió por primera vez el 6 de septiembre de 1986 por la cadena BBC One.
El programa se basa en el hospital ficticio Holby City Hospital y se centra en el personal y los pacientes de accidentes del departamento de accidentes y emergencias del hospital y como tanto el personal del hospital como los mismos pacientes tienen que enfrentar los problemas que se presentan tanto en el trabajo como en su vida personal.
Casualty fue creada por Jeremy Brock y Paul Unwin, y ha contado con la participación de exitosos actores como Orlando Bloom, Joseph Morgan, Kate Winslet, Alfred Molina, Jonny Lee Miller, Minnie Driver, Ben Daniels, Ed Westwick, Ray Winstone, Helen Baxendale, Martin Freeman, Pete Postlethwaite, Robert Glenister, Stefan Dennis, Richard Armitage, Dervla Kirwan, Sean Harris, Raza Jaffrey, Hermione Norris, Julian Sedgwick, Max Brown, Holliday Grainger, Matt Di Angelo, Tamzin Merchant, Jake Wood, Georgia Moffett, Gary Lucy, Neil McDermott, Perry Fenwick, Jamie Lomas, Hannah Waterman, Rob James-Collier, Lisa Faulkner, Charlie Brooks, Letitia Dean, Elyes Gabel, Luke Pasqualino, Amelia Warner, April Pearson, Rory MacGregor, Kip Gamblin, Laila Rouass, Ben Price, Sendhil Ramamurthy, Henry Ian Cusick, Pam St. Clement, Brenda Fricker, Parminder Nagra, Aimee-Ffion Edwards, Martin Freeman, Robson Green, Ashley Madekwe, Hannah Taylor-Gordon, Kwame Kwei-Armah, Barnaby Kay, Jamie Davis, Harry Judd, Harry Towb, Dougie Poynter, Amber Beattie, Colin Baker, Gina McKee, Ian Aspinall, Daisy Ridley, Michelle Collins, Sian Phillips, Sharon Gless, entre otros.

## Historia
Casualty sigue las vidas profesionales y personales del personal médico y de servicios de urgencias de Holby City. Al inicio tenía a 10 personajes principales el consultor Ewart Plimmer, el oficial Baz Samuels, las enfermeras Charlie Fairhead, Megan Roach, Clive King y Lisa "Duffy" Duffin, los paramédicos Sandra Mute y Andrew Ponting, la recepcionista Susie Mercier y el portero Kuba Trzcinski.
Durante el paso del tiempo varios de los personajes han salido de la serie y nuevos han llegado, actualmente el único personaje original que permanece es Charlie Fairhead.
Durante la vigésima quinta temporada el elenco principal está conformado por Charlie Fairhead, los consultores Nick Jordan, Adam Trueman y Zoe Hanna, las enfermeras Tess Bateman, Jay Faldren, Kirsty Clements y Madiha Durrani, los paramédicos Kathleen Dixon y Jeff Collier, la técnica en ambulancia Polly Emmerson, la doctora en entrenamiento Ruth Winters, el médico Lenny Lyons, el portero Mackenzie Chalker y el recepcionista Noel García.
Al final de la temporada Ruth y Jay deciden irse para iniciar una nueva vida juntos y al equipo se les uniron nuevos doctores, enfermeros y practicantes.
Actualmente el equipo está conformado por los consultores y doctores Nick Jordan, Tom Kent, Zoe Hanna y Samantha Nicholls, los enfermeros Charlie Fairhead, Tess Bateman, Adrian Fletcher, Linda Andrews y Lloyd Asike, los paramédicos Jeff Collier y Kathleen Dixon, los enfermeros en entrenamiento Aoife O'Reilly, Jamie Collier, Ally Hunter y Robyn Miller, el portero Mackenzie Chalker y los recepcionistas Noel García y Louise Tyler.
Anteriormente el consultor Dylan Keogh, el doctor en entrenamiento Lenny Lyons y la enfermera Scarlett Conway trabajaron en el hospital antes de irse.

## Personajes
| Actor             | Personaje                    | Trabajo                                    | Episodios | Temporada                                             |
| ----------------- | ---------------------------- | ------------------------------------------ | --------- | ----------------------------------------------------- |
| Derek Thompson    | Charlie Fairhead             | Enfermero Superior a Cargo y de Emergencia | 722       | 1986 - presente                                       |
| Cathy Shipton     | Lisa "Duffy" Duffin-Fairhead | Enfermera                                  | 262       | 1986 - 1993, 1998 - 2003, 2006, 2015, 2016 - presente |
| Amanda Mealing    | Connie Beauchamp             | Doctora Consultante                        | 119       | 2004, 2005, 2007, 2014 - presente                     |
| Tony Marshall     | Noel García                  | Recepcionista Principal                    | 381       | 2008 - presente                                       |
| William Beck      | Dylan Keogh                  | Consultor de Medicina de Urgencias         | 153       | 2011 - 2012, 2014 - presente                          |
| Azuka Oforka      | Louise Tyler                 | Enfermera                                  | 186       | 2011 - presente                                       |
| Charlotte Salt    | Samantha "Sam" Nicholls      | Paramédico                                 | 92        | 2011 - 2013, 2017 - presente                          |
| Michael Stevenson | Iain Dean                    | Paramédico                                 | 128       | 2012 - 2013, 2014 - presente                          |
| Amanda Henderson  | Robyn Miller                 | Enfermera                                  | 177       | 2013 - presente                                       |
| George Rainsford  | Ethan Hardy                  | Doctor, Medicina de Emergencia             | 125       | 2014 - presente                                       |
| Charles Venn      | Jacob Masters                | Enfermero Superior                         | 70        | 2015 - presente                                       |
| Chelsea Halfpenny | Alicia Munroe                | Médica en Entrenamiento (2do. año)         | 33        | 2015, 2016 - presente                                 |
| Jason Durr        | David Hide                   | Enfermero                                  | 36        | 2016 - presente                                       |
| Jaye Griffiths    | Elle Gardner                 | Consultante de Emergencias                 | 32        | 2016 - presente                                       |
| Neet Mohan        | Rashid "Rash" Mahsoon        | Doctor (primer año)                        | 7         | 2017 - presente                                       |
| Michelle Fox      | Bea Kinsella                 | Doctora (1er. año)                         | 5         | 2018 - presente                                       |

### Personajes recurrentes
| Actor        | Personaje                | Ocupación                                 | Episodios | Duración        |
| ------------ | ------------------------ | ----------------------------------------- | --------- | --------------- |
| Emily Carey  | Grace Beauchamp-Strachan | Hija de Connie                            | 28        | 2014 - presente |
| Tom Chambers | Sam Strachan             | Director Médico del "Holby City Hospital" | 10        | 2016 - presente |
| Rebecca Ryan | Gemma Dean               | Barista                                   | 6         | 2017 - presente |
| Kai Thorne   | Blake Gardner            | Pariente                                  | 1         | 2017 - presente |

### Próximas salidas
| Actor            | Personaje   | Última aparición |
| ---------------- | ----------- | ---------------- |
| George Rainsford | Ethan Hardy | 2018             |

### Próximos personajes
| Actor      | Personaje    | Ocupación  | Fecha de aparición                   |
| ---------- | ------------ | ---------- | ------------------------------------ |
| Di Botcher | Jan Jennings | Paramédica | aparecerá por primera vez en el 2018 |
| Maddy Hill | Ruby         | Paramédica | aparecerá por primera vez en el 2018 |

## Premios y nominaciones
| Año  | Categoría                                                                 | Premio                                | Nominado                                      | Resultado |
| ---- | ------------------------------------------------------------------------- | ------------------------------------- | --------------------------------------------- | --------- |
| 2017 | Best Drama Star                                                           | Inside Soap Award                     | Amanda Mealing                                | Nominada  |
| 2017 | Best Drama Star                                                           | Inside Soap Award                     | George Rainsford                              | Ganó      |
| 2017 | Best Drama Star                                                           | Inside Soap Award                     | Derek Thompson                                | Nominado  |
| 2017 | Best Drama Storyline                                                      | Inside Soap Award                     | El asesinato de Cal                           | Nominada  |
| 2017 | Best Drama Storyline                                                      | Inside Soap Award                     | La Boda de Charlie & Duffy                    | Nominada  |
| 2017 | Best Drama Storyline                                                      | Inside Soap Award                     | El Accidente en Helicóptero                   | Ganó      |
| 2017 | Best Soap & Continuing Drama                                              | BAFTA Award                           | Casualty                                      | Nominado  |
| 2016 | Best Drama Star                                                           | Inside Soap Award                     | Derek Thompson                                | Ganó      |
| 2016 | Best Drama Star                                                           | Inside Soap Award                     | Amanda Mealing                                | Nominada  |
| 2016 | Best Drama Storyline                                                      | Inside Soap Award                     | La experiencia cercana a la muerte de Charlie | Nominado  |
| 2016 | Best Drama Storyline                                                      | Inside Soap Award                     | Ethan y Cal ven a su mamá                     | Nominado  |
| 2016 | Best Newcomer                                                             | NTA Award                             | Charles Venn                                  | Nominado  |
| 2015 | Best Family Drama                                                         | TV Choice Award                       | Casualty                                      | Nominado  |
| 2015 | Best Newcomer                                                             | National Television Award             | Lee Mead                                      | Nominado  |
| 2014 | Best Soap & Continuing Drama Serie                                        | British Academy Television Award      | Casualty                                      | Nominados |
| 2013 | Best Drama                                                                | Inside Soap Award                     | Casualty                                      | Nominado  |
| 2012 | Best Drama                                                                | Inside Soap Award                     | Casualty                                      | Nominado  |
| 2012 | Best Soap/Continuing Drama                                                | Broadcast Award                       | Casualty                                      | Nominado  |
| 2011 | Best Continuing Drama (por "Place of Safety")                             | Writers' Guild of Great Britain Award | Casualty                                      | Ganó      |
| 2011 | Best Continuing Drama (por "Pavlova's Dogs")                              | Writers' Guild of Great Britain Award | Claire Bennett                                | Nominada  |
| 2011 | Best Family Drama                                                         | TV Quick & TV Choice Award            | Casualty                                      | Nominado  |
| 2011 | Best Continuing Drama                                                     | BAFTA Award                           | Equipo de Producción                          | Nominado  |
| 2011 | Best Storyline (por el episodio "Karen's Abortion")                       | British Soap Award                    | Casualty                                      | Nominado  |
| 2011 | Best Single Episode                                                       | British Soap Award                    | Equipo de Producción                          | Nominado  |
| 2011 | Best British Soap                                                         | British Soap Award                    | Casualty                                      | Nominado  |
| 2010 | Best Dramatic Performance from a Young Actor or Actress                   | British Soap Award                    | Ami Metcalf                                   | Ganó      |
| 2010 | Best On-Screen Partnership (Chris Walker y Jan Pearson)                   | British Soap Award                    | Casualty                                      | Ganaron   |
| 2010 | Best Newcomer                                                             | British Soap Award                    | Sophie Abelson                                | Nominada  |
| 2010 | Best British Soap                                                         | British Soap Award                    | Casualty                                      | Nominado  |
| 2010 | Best Single Episode (episodio "Master of the Universe")                   | British Soap Award                    | Casualty                                      | Nominado  |
| 2010 | Best Storyline (episodio "Zara Revenge")                                  | British Soap Award                    | Equipo de Producción                          | Nominados |
| 2010 | Spectacular Scene of the Year (episodio "Master of the Universe - Siege") | British Soap Award                    | Ian Barber                                    | Nominado  |
| 2010 | Most Popular Drama                                                        | National Television Award             | Equipo de Producción                          | Nominado  |
| 2010 | Best Continuing Drama                                                     | BAFTA Award                           | Equipo de Producción                          | Nominado  |
| 2009 | Best Continuing Drama                                                     | BAFTA Award                           | Equipo de Producción                          | Nominados |
| 2008 | Most Popular Newcomer                                                     | National Television Award             | Georgia Taylor                                | Nominada  |
| 2007 | Best Continuing Drama                                                     | BAFTA Award                           | Equipo de Producción                          | Ganaron   |
| 2006 | Best Continuing Drama                                                     | BAFTA Award                           | Equipo de Producción                          | Nominados |
| 2005 | Most Popular Newcomer                                                     | National Television Award             | Elyes Gabel                                   | Nominado  |
| 2004 | Best Continuing Drama                                                     | BAFTA Award                           | Equipo de Producción                          | Nominada  |
| 2002 | Most Popular Drama                                                        | National Television Award             | Casualty                                      | Nominado  |
| 1999 | Best Loved Drama                                                          | TV Quick Award                        | Casualty                                      | Ganó      |
| 1998 | Most Popular Newcomer                                                     | National Television Award             | Claire Goose                                  | Nominada  |
| 1998 | Best Sound Drama                                                          | Royal Television Society Award        | Colin Solloway y Nigel Abbott                 | Nominados |
| 1997 | Most Popular Newcomer                                                     | National Television Award             | Jonathan Kerrigan                             | Nominado  |
| 1996 | TV Original Drama Series                                                  | Writer's Guild of Great Britain Award | David Joss Buckley                            | Nominado  |
| 1993 | Best Drama Series                                                         | BAFTA Award                           | Casualty                                      | Nominado  |
| 1993 | Best Make Up                                                              | BAFTA Award                           | Jan Nethercot                                 | Nominada  |
| 1992 | Best Film or Video Editor                                                 | BAFTA Award                           | Alan Dixon                                    | Nominado  |
| 1992 | Best Video Lighting                                                       | BAFTA Award                           | Cedric Ric                                    | Nominado  |
| 1992 | Best Makeup                                                               | BAFTA Award                           | Sue Kneebone                                  | Ganó      |
| 1992 | Best Drama Series                                                         | Royal Television Society Award        | Casualty                                      | Ganó      |
| 1991 | Best VTR Editor                                                           | BAFTA Award                           | Malcolm Banthorpe                             | Ganó      |
| 1991 | Best VTR Editor                                                           | BAFTA Award                           | Nigel Cattle                                  | Nominado  |
| 1991 | Best Video Lighting                                                       | BAFTA Award                           | Chris Watts                                   | Nominado  |
| 1988 | Best Soind Supervisor                                                     | BAFTA Award                           | Rob Lewis                                     | Nominado  |

## Locaciones
- Holby General - Hospital central, donde los personajes de la serie trabajan.

## Producción
Casualty se centra en accidentes ocurridos y en cómo los pacientes entran al hospital.
La serie está relacionada con la serie médica Holby City, el cual tuvo su primer spin-off con Casualty en 1999, se encuentra en el mismo hospital, pero arriba. Las historias y los personajes del programa en ocasiones se cruzan con los de Holby City, sin embargo los episodios de las dos series pueden verse por separado sin tener que ver ambas.
En febrero del 2014 la serie obtuvo nuevos créditos.